# Rose Hall
Rose Hall è una località della Guyana, situata nella regione di Berbice Orientale-Corentyne.